# Крушинский, Леонид Викторович
Леони́д Ви́кторович Круши́нский (1911—1984) — советский и российский учёный-биолог, член-корреспондент Академии наук СССР, лауреат Ленинской премии, профессор МГУ им. М. В. Ломоносова.

## Биография
Родился 3 (16) июня 1911 года в Москве.
Учился в Московском государственном университете. В 1934 году окончил кафедру динамики развития биологического факультета. В 1934—1937 годах учился в аспирантуре, а в 1938—1948 годах был ассистентом и доцентом той же кафедры.
Одновременно, по приглашению академика Леона Орбели в течение 10 лет работал научным консультантом Института физиологии им. И. П. Павлова в лаборатории генетики высшей нервной деятельности. Исследования Крушинского, выполненные в этот период, были по существу первыми работами по генетике поведения в Советском Союзе.
В 1951—1983 годах — организатор и заведующий лабораторией патофизиологии высшей нервной деятельности МГУ, в 1953 году вошедшей в состав кафедры высшей нервней деятельности (в 1968 году переименована в лабораторию физиологии и генетики поведения).
В 1983—1984 годах возглавлял кафедру высшей нервной деятельности МГУ. Читал курсы лекций по различным разделам биологии, в том числе «Физиология высшей нервной деятельности и генетика поведения».
В 1974 году избран членом-корреспондентом Академии наук СССР.
Член редколлегии журналов АН СССР:
- «Высшая нервная деятельность» (1978—1984);
- «Общая биология», «Успехи физиологических наук», «Вестник Московского университета» (1974—1984);
- «Биологические науки» (1970—1984).

В 1974—1984 годах член правления Московского общества физиологов, Международного совета по изучению мозга (IBRO). Избирался вице-президентом Всесоюзного физиологического общества им. И. П. Павлова.
Скончался в Москве 25 мая 1984 года. Похоронен на Введенском кладбище (4 уч.).

## Достижения
Оставил богатое научное наследие в различных областях биологии: феногенетике, физиологии высшей нервной деятельности, патофизиологии, генетике поведения, этологии.
Главной темой работ Леонида Крушинского было исследование закономерностей формирования поведения животных в норме и патологии. Выполнил исследования по генетике поведения, проанализировал экспериментальный материал по наследованию типов высшей нервной деятельности и связи силы нервной системы с пассивно-оборонительной реакцией собак. Показал, что эти два свойства наследуются в значительной степени независимо. Впервые выдвинул гипотезу об уровне возбудимости мозга как модификаторе поведения животных. Экспериментально доказал, что генетически обусловленные акты поведения при низкой возбудимости нервной системы могут не проявляться. Создал учение об элементарной рассудочной деятельности животных как предыстории интеллекта человека. Сформулировал концепцию о механизмах рассудочной деятельности и, по существу, создал теорию поведения.
«Леонид Крушинский считал, что птицы используют звуки для рассудочных высказываний. Галка дает нам сигнал, что согласно её наблюдениям, сейчас дело плохо. Во всяком случае, он доказал, что ворон ворона называет отдельным именем» (В. В. Иванов).
Результаты исследований Леонида Крушинского нашли практическое применение, в том числе для создания экспресс-метода отбора и дрессировки служебных собак для мино-разыскной, противотанковой и санитарной служб. Эта методика применялась уже во время Великой Отечественной войны. Учёный выезжал на фронт и в боевых условиях проверял и отрабатывал эти методы.

### Основные работы
Автор свыше 200 научных трудов, в числе которых работы:
- «Служебная собака» (1952)
- «Формирование поведения животных в норме и патологии» (1960)
- «Биологические основы рассудочной деятельности» (1976)
- «Введение в этологию и генетику поведения» (1982, в соавторстве).

### Диссертации
- Кандидатская диссертация на тему: «Проявление и выражение оборонительных реакций у собак» (1938).
- Докторская диссертация на тему: «Анализ формирования поведения в онтогенезе» (1947).

### Награды и премии
- В 1975 году награждён орденом «Знак Почёта».
- Лауреат премии МОИП (1960).
- Лауреат Ленинской премии (1988, посмертно за работу «Биологические основы рассудочной деятельности»).

### Ученики
Подготовил 30 кандидатов и 4 докторов биологических наук.

## Некоторые издания работ
- Крушинский Л. В. Биологические основы рассудочной деятельности: Эволюционные и физиолого-генетические аспекты поведения. — второе издание. — Москва: Издательство МГУ, 1986. — 270 с.
- Крушинский Л. В. Эволюционно-генетические аспекты поведения. — Москва: Наука, 1991. — 256 с. — (Избранные труды).
- Крушинский Л. В. Проблемы поведения животных. — Москва: Наука, 1993. — 318 с. — (Избранные труды).
- Мазовер А. П., Крушинский Л. В. Служебная собака. — Москва: ВАП, 1994. — 576 с. — 50 000 экз. — ISBN 5-86883-011-3.
- Крушинский Л. В. Записки московского биолога. — Москва: Языки славянской культуры, 2006. — 504 с. — 1000 экз. — ISBN 5-9551-0168-3.